# Jristo Stanchev
Jristo Stanchev –en búlgaro, Христо Станчев– (16 de noviembre de 1969) es un deportista búlgaro que compitió en lucha grecorromana. Ganó una medalla de plata en el Campeonato Europeo de Lucha de 1995, en la categoría de 82 kg.

## Palmarés internacional
| Campeonato Europeo | Campeonato Europeo | Campeonato Europeo | Campeonato Europeo |
| Año                | Lugar              | Medalla            | Categoría          |
| ------------------ | ------------------ | ------------------ | ------------------ |
| 1995               | Besanzón (Francia) | Medalla de plata   | 82 kg              |